# Ульянкина, Татьяна
Татьяна Ульянкина (англ. Tatiana Ouliankina, в замужестве Мур; род. 13 мая 1970, Москва) — российская актриса, наиболее известная по своим работам в ирландском кино и на телевидении.
Окончила Щукинское театральное училище. Один сезон работала в театре «Сатирикон».
После замужества уехала на родину мужа в Ирландию.

## Фильмография
- «Публикация» (1988) в роли Оксаны Шевченко
- «Любовь» (1991) — эпизод
- «Пути к свободе» (ТВ, 2000) в роли Натальи Ивановой (3 эпизода)
- «Клиника» (ТВ, 2003) в роли Натальи Рябушкиной (6 эпизодов)
- «Доказательство» (2004) в роли клубной хостесс (1 эпизод)
- «Деликатес» (2005) в роли Стефани
- «Фэйр Сити» (сериал, 2003—2007) в роли Ланы Бородин Даулинг[3]
- «Собственность Лоры» (телефильм, 2009) в роли Саши
- «Припаркованные» (2010) в роли инструктора по аквааэробике
- «Свидание с безумной Мэри» (2016) в роли Оксаны

## Награды и номинации
Ульянкина была номинирована на две премии Irish Film & Television Awards: в 2005 году за лучшую женскую роль второго плана (фильм) за «Деликатес» и в 2010 году за лучшую женскую роль второго плана (мини-сериал или фильм на ТВ) за «Собственность Лоры», телеадаптацию комедии Уайльда «Веер леди Уиндермир».